# José Felipe Parra
José Felipe Parra, (Valencia, 26 de mayo de 1826 - Montevideo, 31 de octubre de 1890) fue un pintor español.

## Biografía
José Felipe Parra nació en Valencia el 26 de mayo de 1826, hijo del pintor Miguel Parra.
Fue discípulo de la Escuela de Valencia, se hizo conocido en su país natal por sus pinturas al óleo sobre flores y frutas. También fue retratista y realizó obras sobre temas históricos.
En 1869, se radicó en Montevideo (Uruguay), donde consiguió rápidamente el reconocimiento de la crítica y el público. Fue profesor de Dibujo y Pintura en la Escuela de Artes y Oficios.
Falleció en Montevideo, el 31 de octubre de 1890, luego de un largo período de enfermedad.